# Lliga Islàmica Kurda
La Lliga Islàmica Kurda és una organització política-religiosa caritativa del Kurdistan Iraquià. És finançada per l'Aràbia Saudita i en menor mesura per altres països del Golf Pèrsic. Els diners són de vegades invertits a Occident en negocis que reforcen el moviment. La principal activitat de l'organització és la caritat en diverses formes, com a manera de propaganda religiosa musulmana. Té vinculacions amb totes les organitzacions islàmiques del Kurdistan, que en general canalitzen les seves obres de beneficència a través d'aquesta organització. L'organització assegura haver fet 16 escoles, així com hospitals i pous d'aigua.